# جوليان فورت
جوليان فورت (بالإنجليزية: Julian Forte) هو عداء سريع جامايكي، ولد في 7 يناير 1993.

## وصلات خارجية
- جوليان فورت على موقع الاتحاد الدولي لألعاب القوى (الإنجليزية)
- جوليان فورت على موقع الدوري الماسي (الإنجليزية)
- جوليان فورت على موقع أوليمبيديا (الإنجليزية)
- جوليان فورت على موقع اتحاد ألعاب الكومنولث (مؤرشف) (الإنجليزية)